# Бхуманью
Бхуманью (санскр. भुमन्यु) — легендарный царь из Лунной династии согласно индуистской мифологии. Он был преемником первого императора Индии Бхараты. Родословная Бхуманью рассказывается в Махабхарате.

## Бхуманью в Махабхарате
У Бхараты, первого индийского императора, был сын по имени Бхуманью. Он также известен как Витата. Адиарва, первая книга Махабхараты, рассказывает две разные истории о рождении Бхуманью. Первая история гласит, что Бхарата женился на Сунанде, дочери Сарвасены, царя Каши, и она родила от него сына по имени Бхуманью. Согласно второй истории, Бхуманью родился в результате яджны, которую Бхарата совершил по совету мудреца Бхарадваджи.